# Lucien Moraweck
Lucien Alfred Emile Moraweck (* 24. Mai 1901 in Belfort, Frankreich; † 20. Oktober 1973 in San Diego, Kalifornien) war ein französischer Jazz-Pianist, Arrangeur und Filmkomponist.

## Leben
Lucien Moraweck studierte zunächst Klavier und Harmonielehre am Pariser Konservatorium, ehe er sich ab 1924 vorrangig dem Jazz zuwandte. In der Folgezeit spielte er in verschiedenen Jazzbands neben Musikern wie den Schweizern Edmond Cohanier und Georges Marion. Mit dem belgischen Saxophonisten Paul Gason bildete er eine Zeit lang ein Jazzduo. Gleichzeitig begann er, Arrangements für Jazz- und Tanzkapellen zu schreiben, und gehörte Ende des Jahrzehnts dem Orchester Grégor et ses Grégoriens an. In den 1930er Jahren spielte er mit Michel Warlop und Wal-Berg, bevor er 1934 in die Vereinigten Staaten emigrierte. 
In Hollywood trat er ab 1939 als Filmkomponist in Erscheinung und war dabei zumeist für kleine Produktionsfirmen tätig. Noch im selben Jahr erhielt er zusammen mit Lud Gluskin, mit dem er bereits in Europa Jazz gespielt hatte, eine Oscar-Nominierung in der Kategorie Beste Filmmusik für die Literaturverfilmung Der Mann mit der eisernen Maske. Eine der wenigen größeren Produktionen, für die er als Komponist verpflichtet wurde, war The Lady in Question (1940), die US-amerikanische Neuverfilmung eines französischen Films im Auftrag von Columbia Pictures.
Ab 1959 arbeitete Moraweck auch für das US-amerikanische Fernsehen, wo er unter anderem bei den Fernsehserien Rauchende Colts (1960–1961) und Perry Mason (1961) als Komponist zum Einsatz kam. 1964 zog er sich aus dem Filmgeschäft zurück. Er starb neun Jahre später im Alter von 72 Jahren in San Diego. 

## Filmografie (Auswahl)
- 1939: Der Mann mit der eisernen Maske (The Man in the Iron Mask)
- 1939: Nenn mich Hilda (The Housekeeper’s Daughter)
- 1940: The Lady in Question
- 1940: Dreaming Out Loud
- 1941: International Lady
- 1942: Friendly Enemies
- 1946: Avalanche
- 1946: Strange Voyage
- 1946: Flucht von der Teufelsinsel (The Return of Monte Cristo)
- 1947: High Conquest
- 1949: Zweikampf am Red River (Massacre River)
- 1951: Der Todesfelsen von Colorado (New Mexico)
- 1960–1961: Rauchende Colts (Gunsmoke) (TV-Serie, zwei Folgen)
- 1961: Perry Mason (TV-Serie, eine Folge)

## Auszeichnungen
- 1940: Oscar-Nominierung in der Kategorie Beste Filmmusik für Der Mann mit der eisernen Maske zusammen mit Lud Gluskin